# Festival Internacional de Cine de San Sebastián 1998
La 46.ª edición del Festival Internacional de Cine de San Sebastián tuvo lugar entre el 17 y el 26 de septiembre de 1998. 

## Jurados
Jurado de la Sección Oficial
- Jeremy Thomas (Presidente)
- Valeria Golino
- Patricia Reyes Spíndola
- Manuel Rivas
- Valeria Sarmiento
- Julian Schnabel
- Jerzy Skolimowski

## Películas

### Sección Oficial
Las 16 películas siguientes compitieron para el premio de la Concha de Oro a la mejor película:
| Título en España                            | Título original            | Director(es)            | País        |
| ------------------------------------------- | -------------------------- | ----------------------- | ----------- |
| De todo corazón                             | À la place du coeur        | Robert Guédiguian       | Francia     |
| Asediada                                    | Besieged                   | Bernardo Bertolucci     | Italia      |
| Don                                         | Don                        | Abolfazl Jalili         | Irán        |
| A kind of hush                              | A kind of hush             | Brian Stirner           | Reino Unido |
| After Life                                  | After Life                 | Hirokazu Koreeda        | Japón       |
| El viento se llevó lo que                   | El viento se llevó lo que  | Alejandro Agresti       | Argentina   |
| Barrio                                      | Barrio                     | Fernando León de Aranoa | España      |
| Finales de agosto, principios de septiembre | Fin août, début septembre  | Olivier Assayas         | Francia     |
| Frontera Sur                                | Frontera Sur               | Gerardo Herrero         | España      |
| Dioses y monstruos                          | Gods and Monsters          | Bill Condon             | EE.UU.      |
| No se lo digas a nadie                      | No se lo digas a nadie     | Francisco José Lombardi | Perú        |
| La leyenda de Sweety Barrett                | The Tale of Sweety Barrett | Stephen Bradley         | Irlanda     |
| Un embrujo                                  | Un embrujo                 | Carlos Carrera          | México      |
| Very Bad Things                             | Very Bad Things            | Peter Berg              | EE.UU.      |
| Amigos y vecinos                            | Your Friends & Neighbors   | Neil LaBute             | EE.UU.      |

### Fuera de competición
Las películas siguientes fueron seleccionadas para ser exhibidas fuera de competición: 
Largometrajes
| Título en España         | Título original   | Director(es)    | País   |
| ------------------------ | ----------------- | --------------- | ------ |
| Dos vidas en un instante | Sliding Doors     | Peter Howitt    | EE.UU. |
| Ojos de serpiente        | Snake Eyes        | Brian De Palma  | EE.UU. |
| La máscara del Zorro     | The Mask of Zorro | Martin Campbell | EE.UU. |

### Otras secciones oficiales

#### Perlas
Las 10 películas proyectadas en esta sección son largometrajes inéditos en España, que han sido aclamados por la crítica y/o premiados en otros festivales internacionales. Estas fueron las películas seleccionadas para la secciónː
| Título en España                       | Título original                     | Director(es)           | País           |
| -------------------------------------- | ----------------------------------- | ---------------------- | -------------- |
| Todos los animales pequeños            | All the Little Animals              | Jeremy Thomas          | Reino Unido    |
| Estación central de Brasil             | Central do Brasil                   | Walter Salles          | Brasil         |
| Dime que estoy soñando                 | Dis-moi que je rêve                 | Claude Mouriéras       | Francia        |
| La leyenda de la vendedora de rosas    | La leyenda de la vendedora de rosas | Víctor Gaviria         | Colombia       |
| La vida soñada de los ángeles          | La vie revée des anges              | Érick Zonca            | Francia        |
| La eternidad y un día                  | Mia aioniotita kai mia mera         | Theodoros Angelopoulos | Grecia         |
| Happiness                              | Happiness                           | Todd Solondz           | EE.UU.         |
| Código de lealtad                      | Snitch                              | Ted Demme              | Estados Unidos |
| El hombre que susurraba a los caballos | The Horse Whisperer                 | Robert Redford         | Estados Unidos |
| Poodle Springs                         | Poodle Springs                      | Bob Rafelson           | Estados Unidos |

#### Nuevos Directores
Esta sección agrupa los primeros o segundos largometrajes de sus cineastas, inéditos o que solo han sido estrenados en su país de producción y producidos en el último año. Estas fueron las películas seleccionadas para la sección:
| Título en español       | Título original            | Director(es)               | País        |
| ----------------------- | -------------------------- | -------------------------- | ----------- |
| El árbol de la vida     | Derakht-e-jan              | Farhad Mehranfar           | Irán        |
| Divorcing Jack          | Divorcing Jack             | David Caffrey              | Reino Unido |
| Mermelada               | Guo jong                   | Chen Yi-Wen                | Taiwán      |
| Hotel Room              | Hotel Room                 | Cesc Gay, Daniel Gimelberg | España      |
| La ciudad               | The city                   | David Riker                | EE.UU.      |
| Lani Loa                | Lani Loa                   | Sherwood Hu                | China       |
| Fishes in August        | Mizu no naka no hachigatsu | Yoichiro Takahashi         | Japón       |
| Pecata minuta           | Pecata minuta              | Ramón Barea                | España      |
| Plus-minus null         | Plus-minus null            | Eoin Moore                 | EE.UU.      |
| Suzie Washington        | Suzie Washington           | Florian Flicker            | Austria     |
| The Acid House          | The Acid House             | Paul McGuigan              | Reino Unido |
| La velocidad de la vida | The Velocity of Gary       | Dan Ireland                | EE.UU.      |
| Un minuto de silencio   | Une minute de silence      | Florent-Emilio Siri        | Francia     |
| Pista falsa             | Vildspor                   | Simon Staho                | Austria     |
| Yerma                   | Yerma                      | Pilar Tavora               | España      |

#### Zabaltegi[5]
| Título en español               | Título original                 | Director(es)               | País    |
| ------------------------------- | ------------------------------- | -------------------------- | ------- |
| Busby Berkeley                  | Busby Berkeley                  | David Thompson             | EE.UU.  |
| Crimen (corto)                  | Crimen (corto)                  | Arturo Ripstein            | México  |
| El evangelio de las maravillas  | El evangelio de las maravillas  | Arturo Ripstein            | México  |
| La pequeña vendedora de sol     | La petite vendeuse de soleil    | Djibril Diop Mambéty       | Senegal |
| El lanzador de martillo (corto) | El lanzador de martillo (corto) | Pedro Mari Santos          | España  |
| En el espejo del cielo (corto)  | En el espejo del cielo (corto)  | Carlos Salces              | España  |
| Lou Reed: Rock and Roll Heart   | Lou Reed: Rock and Roll Heart   | Timothy Greenfield-Sanders | EE.UU.  |
| Megacities                      | Megacities                      | Michael Glawogger          | Austria |
| Pase negro (corto)              | Pase negro (corto)              | Patxi Barco                | España  |
| Por un infante difunto (corto)  | Por un infante difunto (corto)  | Tinieblas González         | España  |

### Otras secciones

#### Made in Spanish
Sección dedicada a una serie de largometrajes de habla hispana que se estrenan en el año. Estas fueron las películas seleccionadas para la sección:
| Título original                    | Director(es)                          | País      |
| ---------------------------------- | ------------------------------------- | --------- |
| Abre los ojos                      | Alejandro Amenábar                    | España    |
| Carícies                           | Ventura Pons                          | España    |
| Carne trémula                      | Pedro Almodóvar                       | España    |
| Al límite                          | Eduardo Campoy                        | España    |
| Carreteras secundarias             | Emilio Martínez-Lázaro                | España    |
| Cosas que dejé en La Habana        | Manuel Gutiérrez Aragón               | España    |
| Diario para un cuento              | Jana Bokova                           | Argentina |
| El cometa                          | Marisa Sistach, José Buil             | Chile     |
| El hermano pequeño                 | Enrique Urbizu                        | España    |
| Fuga de cerebros                   | Fernando Musa                         | Argentina |
| Gracias por la propina             | Francesc Bellmunt                     | España    |
| Insomnio                           | Chus Gutiérrez                        | España    |
| La camarera del Titanic            | Bigas Luna                            | España    |
| La sonámbula, recuerdos del futuro | Fernando Spiner                       | Argentina |
| Lisboa, Faca No Coração            | Manuel Palacios                       | España    |
| Las ratas                          | Antonio Giménez Rico                  | España    |
| Mambí                              | Teodoro, Santiago Ríos                | España    |
| Mensaka                            | Mensaka                               | España    |
| Pajarico                           | Carlos Saura                          | España    |
| Pizza, birra, faso                 | Bruno Stagnaro, Israel Adrián Caetano | Argentina |
| Plaza de almas                     | Fernando Díaz                         | Argentina |
| Sus ojos se cerraron               | Jaime Chávarri                        | España    |
| Tinta roja                         | Marcelo Céspedes, Carmen Guarini      | Argentina |
| Torrente, el brazo tonto de la ley | Santiago Segura                       | España    |
| Kleines Tropicana                  | Daniel Díaz Torres                    | Cuba      |

### Retrospectivas

#### Retrospectiva. Conocer aMikio Naruse
La retrospectiva de ese año fue dedicado a la obra del director Mikio Naruse. Se proyectó la mayor parte de su filmografía así como documentales referentes a su obra.
| Título en español                 | Título en original           | Año  |
| --------------------------------- | ---------------------------- | ---- |
| Hermano mayor, hermana menor      | Ani imôto                    | 1953 |
| Little Peach                      | Anzukko                      | 1958 |
| Crisantemos tardíos               | Bangiku                      | 1954 |
| Marido y mujer                    | Fûfu                         | 1953 |
| Los maquillajes de Ginza          | Ginza keshô                  | 1951 |
| Toda la familia trabaja           | Hataraku ikka                | 1939 |
| Hideko, the Bus Conductor         | Hideko no shashô-sa          | 1941 |
| Delito de fuga                    | Hikinige                     | 1966 |
| A Wanderer’s Notebook             | Hôrô-ki                      | 1962 |
| Relámpago                         | Inazuma                      | 1952 |
| Nubes de verano                   | Iwashigumo                   | 1958 |
| Lejos de ti                       | Kimi to wakarete             | 1933 |
| The Road I Travel with You        | Kimi to yuku michi           | 1936 |
| Sinceridad                        | Magokoro                     | 1939 |
| El almuerzo                       | Meshi                        | 1951 |
| Nubes dispersas                   | Midaregumo                   | 1967 |
| Tormento                          | Midareru                     | 1964 |
| Hijas, esposas y una madre        | Musume tsuma haha            | 1960 |
| Avalancha                         | Nadare                       | 1937 |
| A la deriva                       | Nagareru                     | 1956 |
| A Woman's Sorrows                 | Nyonin aishû                 | 1937 |
| Madre                             | Okaasan                      | 1952 |
| Okuni and Gohei                   | Okuni to Gohei               | 1952 |
| Cuando una mujer sube la escalera | Onna ga kaidan wo agaru toki | 1960 |
| Tres hermanas de corazón puro     | Otome-gokoro - Sannin-shimai | 1935 |
| The Way of Drama                  | Shibaidô                     | 1944 |
| Chaparrón                         | Shûu                         | 1956 |
| Actores itinerantes               | Tabi yakusha                 | 1940 |
| ¡Qué hermosa es la vida!          | Tanoshiki kana jinsei        | 1944 |
| Man of the House                  | Tôchûken Kumoemon            | 1936 |
| Como esposa y como mujer          | Tsuma to shite onna to shite | 1961 |
| Wife! Be Like a Rose!             | Tsuma yo bara no yô ni       | 1935 |
| Tsuruhachi and Tsurujiro          | Tsuruhachi Tsurujirô         | 1938 |
| La canción de la linterna         | Uta-andon                    | 1943 |
| The Girl in the Rumour            | Uwasa no musume              | 1935 |
| La voz de la montaña              | Yama no oto                  | 1954 |
| Sueños cotidianos                 | Yogoto no yume               | 1932 |

#### Retrospectiva Clásica.Terry Gilliam
La retrospectiva de ese año fue dedicada a la obra del director británico Terry Gilliam.
| Título en español                  | Título en original                 | Año  |
| ---------------------------------- | ---------------------------------- | ---- |
| Brazil                             | Brazil                             | 1985 |
| Miedo y asco en Las Vegas          | Fear and Loathing in Las Vegas     | 1998 |
| La bestia del reino                | Jabberwocky                        | 1977 |
| Los caballeros de la mesa cuadrada | Monty Python and the Holy Grail    | 1975 |
| El sentido de la vida              | The Meaning of Life                | 1983 |
| Las aventuras del barón Munchausen | The adventures of baron Munchausen | 1989 |
| El rey pescador                    | The Fisher King                    | 1991 |
| Los héroes del tiempo'             | Time Bandits                       | 1981 |
| Doce monos                         | Twelve Monkeys                     | 1995 |

#### Retrospectiva Temática: Hambre, humor y fantasía[9]
| Título en España                     | Título original                                         | Director(es)                       | Año  |
| ------------------------------------ | ------------------------------------------------------- | ---------------------------------- | ---- |
| Se armó la gorda                     | Monty Python And Now For Something Completely Different | Ian MacNaughton                    | 1971 |
| Rufufú da el golpe                   | Audace colpo dei soliti ignoti                          | Nanni Loy                          | 1959 |
| Dov'è la libertà...?                 | Dov'è la libertà...?                                    | Roberto Rossellini                 | 1954 |
| Dos centavos de esperanza            | Due soldi di speranza                                   | Renato Castellani                  | 1952 |
| Guardias y ladrones                  | Guardie e ladri                                         | Steno, Mario Monicelli             | 1951 |
| Rufufú                               | I soliti ignoti                                         | Mario Monicelli                    | 1958 |
| Los inútiles                         | I vitelloni                                             | Federico Fellini                   | 1953 |
| El alcalde, el escribano y su abrigo | Il cappotto                                             | Alberto Lattuada                   | 1952 |
| El signo de Venus                    | Il segno di Venere                                      | Dino Risi                          | 1955 |
| Noble gesta                          | L'onorevole Angelina                                    | Luigi Zampa                        | 1947 |
| El oro de Nápoles                    | L'oro di Napoli                                         | Vittorio De Sica                   | 1954 |
| La banda de los honrados             | La banda degli onesti                                   | Camillo Mastrocinque               | 1956 |
| La máquina matamalvados              | La macchina ammazzacattivi                              | Roberto Rossellini                 | 1952 |
| Sabela                               | La nonna Sabella                                        | Dino Risi                          | 1957 |
| Ladrón él, ladrona ella              | Ladro lui, ladra lei                                    | Luigi Zampa                        | 1958 |
| El jeque blanco                      | Lo sceicco bianco                                       | Federico Fellini                   | 1952 |
| Luces de Varieté                     | Luci del varietà                                        | Federico Fellini, Alberto Lattuada | 1950 |
| Napoletani a Milano                  | Napoletani a Milano                                     | Eduardo De Filippo                 | 1953 |
| Nápoles millonaria                   | Napoli milionaria                                       | Eduardo De Filippo                 | 1950 |
| Pan, amor y fantasía                 | Pane, amore e fantasia                                  | Luigi Comencini                    | 1953 |
| La ladrona, su padre y el taxista    | Peccato che sia una canaglia                            | Alessandro Blasetti                | 1954 |
| Una hora en su vida                  | Prima comunione                                         | Alessandro Blasetti                | 1950 |
| Todos a casa                         | Tutti a casa                                            | Luigi Comencini                    | 1960 |
| Un americano in vacanza              | Un americano in vacanza                                 | Luigi Zampa                        | 1945 |
| Una vida difícil                     | Una vita difficile                                      | Dino Risi                          | 1961 |
| Vida de perros                       | Vita da cani                                            | Steno, Mario Monicelli             | 1950 |

## Palmarés

### Premios oficiales[10]
Ganadores de la Sección Oficial del 46.º Festival Internacional de Cine de San Sebastián de 1998:
- Concha de Oro:  El viento se llevó lo que de Alejandro Agresti
- Premio Especial del Jurado: 
  - Dioses y monstruos de Bill Condon
  - De todo corazón de Robert Guédiguian
- Concha de Plata al mejor Director: Fernando León de Aranoa de Barrio
- Concha de Plata a la mejor Actriz: Jeanne Balibar por De todo corazón
- Concha de Plata al mejor Actor: Ian McKellen por Dioses y monstruos
- Premio del jurado a la mejor fotografía: Rodrigo Prieto por Un embrujo
- Premio del jurado: Don de Abolfazl Jalili

### Premio Donostia
- John Malkovich
- Anthony Hopkins

### Otros premios oficiales
- Premio Nuevos Directores: Fishes in August de Yoichiro Takahashi

Mención especial: Plus-minus null de Eoin Moore
- Premio Perla del Público: Estación central de Brasil de Walter Salles
- Premio de la Juventud: Estación central de Brasil de Walter Salles

### Otros premios
- Premio FIPRESCI: After Life de Hirokazu Koreeda
- Premio del CEC (Círculo de Escritores Cinematográficos): Barrio de Fernando León de Aranoa
- Premio de la Asociación de donantes de sangre de Guipúzcoa a la solidaridad: Don de Abolfazl Jalili
- Premio Alma al mejor guion: Robert Guédiguian y Jean-Louis Mifesi por De todo corazón
- Premio OCIC: De todo corazón de Robert Guédiguian

Mención especial: La ciudad de David Riker